# Jully-sur-Sarce
Jully-sur-Sarce és un municipi francès situat al departament de l'Aube i a la regió del Gran Est. L'any 2007 tenia 296 habitants.

## Demografia

### Població
El 2007 la població de fet de Jully-sur-Sarce era de 296 persones. Hi havia 120 famílies de les quals 32 eren unipersonals (12 homes vivint sols i 20 dones vivint soles), 28 parelles sense fills, 44 parelles amb fills i 16 famílies monoparentals amb fills.
La població ha evolucionat segons el següent gràfic:
Habitants censats

### Habitatges
El 2007 hi havia 139 habitatges, 122 eren l'habitatge principal de la família, 10 eren segones residències i 7 estaven desocupats. 138 eren cases i 1 era un apartament. Dels 122 habitatges principals, 97 estaven ocupats pels seus propietaris, 18 estaven llogats i ocupats pels llogaters i 7 estaven cedits a títol gratuït; 7 tenien dues cambres, 22 en tenien tres, 35 en tenien quatre i 59 en tenien cinc o més. 92 habitatges disposaven pel capbaix d'una plaça de pàrquing. A 62 habitatges hi havia un automòbil i a 46 n'hi havia dos o més.

### Piràmide de població
La piràmide de població per edats i sexe el 2009 era:
| Homes | Edats   | Dones |
| ----- | ------- | ----- |
| 0     | 95 o +  | 4     |
| 0     | 90 a 94 | 0     |
| 0     | 85 a 89 | 8     |
| 0     | 80 a 84 | 0     |
| 8     | 75 a 79 | 4     |
| 8     | 70 a 74 | 16    |
| 8     | 65 a 69 | 4     |
| 4     | 60 a 64 | 12    |
| 8     | 55 a 59 | 12    |
| 4     | 50 a 54 | 0     |
| 8     | 45 a 49 | 8     |
| 4     | 40 a 44 | 4     |
| 16    | 35 a 39 | 16    |
| 12    | 30 a 34 | 16    |
| 4     | 25 a 29 | 0     |
| 4     | 20 a 24 | 12    |
| 12    | 15 a 19 | 12    |
| 12    | 10 a 14 | 4     |
| 12    | 5 a 9   | 4     |
| 8     | 0 a 4   | 16    |

## Economia
El 2007 la població en edat de treballar era de 167 persones, 126 eren actives i 41 eren inactives. De les 126 persones actives 116 estaven ocupades (54 homes i 62 dones) i 11 estaven aturades (6 homes i 5 dones). De les 41 persones inactives 16 estaven jubilades, 14 estaven estudiant i 11 estaven classificades com a «altres inactius».

### Ingressos
El 2009 a Jully-sur-Sarce hi havia 118 unitats fiscals que integraven 298,5 persones, la mediana anual d'ingressos fiscals per persona era de 20.816 €.

### Activitats econòmiques
Dels 5 establiments que hi havia el 2007, 1 era d'una empresa extractiva, 1 d'una empresa alimentària, 1 d'una empresa de fabricació d'altres productes industrials, 1 d'una empresa de comerç i reparació d'automòbils i 1 d'una empresa d'hostatgeria i restauració.
L'únic servei als particulars que hi havia el 2009 era un restaurant.
L'any 2000 a Jully-sur-Sarce hi havia 12 explotacions agrícoles.

## Poblacions més properes
El següent diagrama mostra les poblacions més properes.